# Sagopalme
Die Echte Sagopalme (Metroxylon sagu) ist eine Nutzpflanze aus der Familie der Palmengewächse (Arecaceae), aus der Palmsago gewonnen wird. Synonyme sind Metroxylon laeve (Giseke) Mart. und Metroxylon rumphii (Willd.) Mart. Der englische Name sago palm wird auch für Cycas revoluta verwendet.

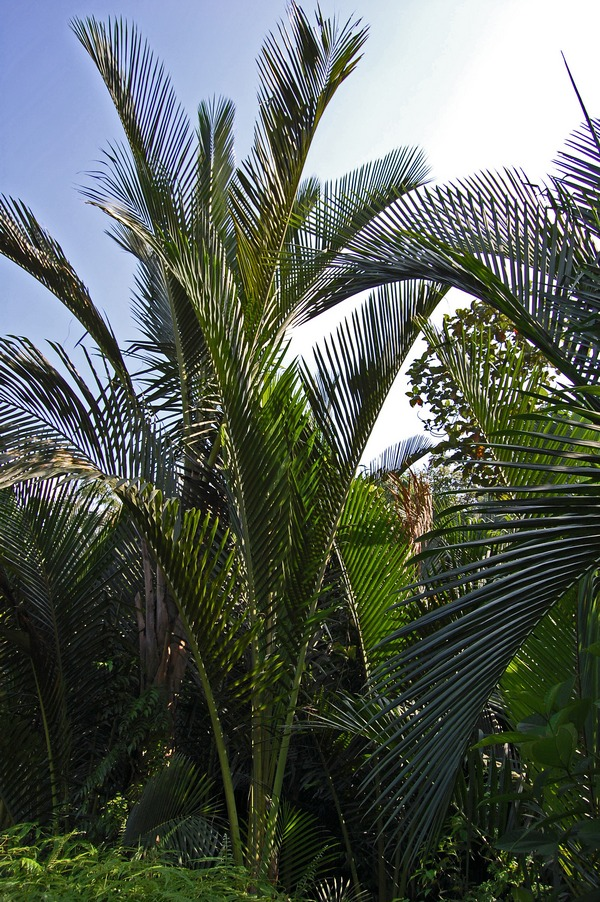
Echte Sagopalme

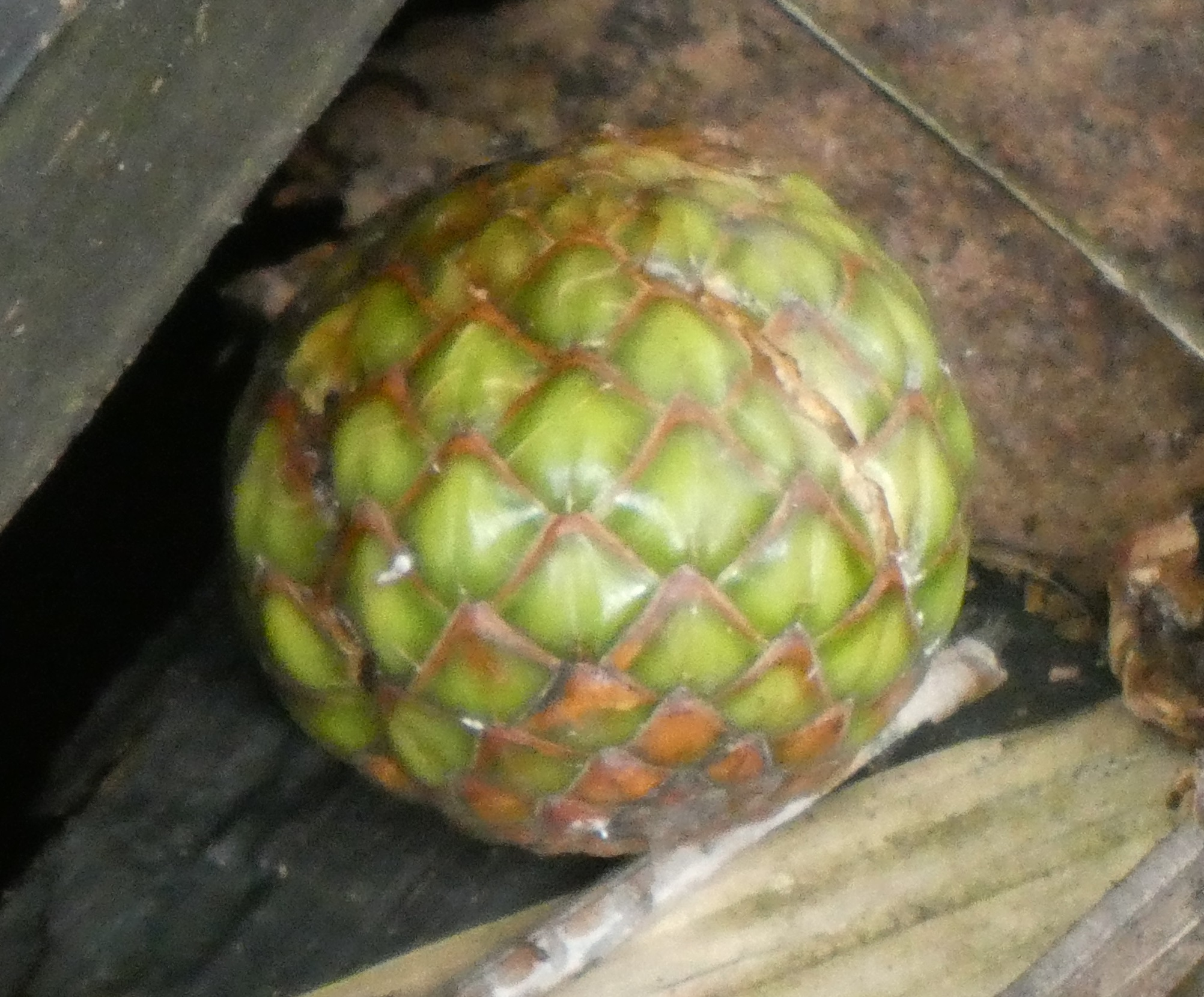
Frucht

## Beschreibung
Die Arten der Gattung Metroxylon gehören zu den so genannten Echten Sagopalmen. Sie erreichen ein Alter von etwa 15 Jahren. Junge Sagopalmen wachsen strauchartig und haben dornenreiche Blätter.
Sagopalmen erreichen Wuchshöhen von bis zu 20 m und 60 cm Stammdurchmesser. Die mit oft stacheligen Blattscheiden bedeckte Rinde ist etwa 6 cm dick. Die nach innen folgende Gefäßbündelschicht umschließt ein bis 50 cm dickes stärkehaltiges Mark, aus dem das Sago gewonnen wird.
An der Sprossspitze tragen sie eine Rosette mit bis 12 m langen Fiederblättern mit schenkelstarken Stielen. An der Stammbasis sind ausläuferartige Schösslinge ausgebildet, die Wurzeln austreiben. Diese Schösslinge dienen der vegetativen Vermehrung.
Die Sagopalmen sind hapaxanth, d. h., sie blühen nur einmal am Ende ihres Lebens mit einem endständigen armleuchterartigen, rispigen Blütenstand mit zahlreichen Blüten. Werden sie nicht genutzt und damit gefällt, bildet diese Art pflaumengroße Früchte.

## Weitere Arten mit gleicher Nutzung
Neben Metroxylon sagu gibt es weitere Sagopalmen, aus denen Stärke gewonnen wird, die jedoch geringere Qualität aufweist:
- Brennpalme (Caryota urens L.): Aus Ostasien. Die Art hat lokale Bedeutung als Nutzpflanze in Indien und auf Ceylon. Neben Stärke liefert sie auch Zucker und Blattstielfasern.
- Nepalesische Zwerg-Dattelpalme (Phoenix acaulis Buch.-Ham.), wird auch als Zierpflanze genutzt.
- Zuckerpalme (Arenga pinnata (Wurmb) Merr.): Ostasien.
- Karibische Königspalme (Roystonea oleracea (Jacq.) O.F.Cook): Mittel- und westliches Südamerika, Brasilien.

Zwei Arten von Palmfarnen, die nicht mit den echten Sagopalmen verwandt sind, werden ebenfalls genutzt (Falscher Sago):
- Cycas circinalis L.: Südindien, Ceylon, westliches Malaysia, Taiwan, Philippinen.
- Japanischer Palmfarn (Cycas revoluta Thunb.): Ostasien, Japan.

## Standort
Sagopalmen wachsen in sumpfigem Gelände, besonders im Küstenbereich und landeinwärts an Flussläufen bis zu 700 m über dem Meeresspiegel. Feuchtwarmes Klima mit gleichmäßig hoher Wärme und Luftfeuchtigkeit sind ebenso kennzeichnend für den Standort wie ihr hoher Lichtbedarf. Sie stehen deshalb relativ frei. Plantagen sind selten.

## Verbreitung
Die Gattung Metroxylon hat ihre Heimat im indomalayischen Gebiet. Ihr Vorkommen beschränkt sich streng auf die Tropen und erstreckt sich auf einen Gürtel von 10° nördlicher und südlicher Breite im südostasiatischen Raum. Nach POWO kommt sie ursprünglich auf den Molukken und in Neuguinea vor.

## Taxonomie
Die Echte Sagopalme wurde 1783 durch Christen Friis Rottbøll in Nye Samling af det Kongelige Danske Videnskabers Selskabs Skrifter Band 2, Seite 527 als Metroxylon sagu erstbeschrieben. Synonyme sind Metroxylon laeve (Giseke) Mart., Metroxylon rumphii (Willd.) Mart., Sagus genuina Giseke, Sagus rumphii Willd.

## Inhaltsstoffe
Palmsago enthält 13–16 % Wasser, 80–85 % Stärke, 0,6 % Eiweiß und 0,6 % Fett.

## Anbau und Verwendung

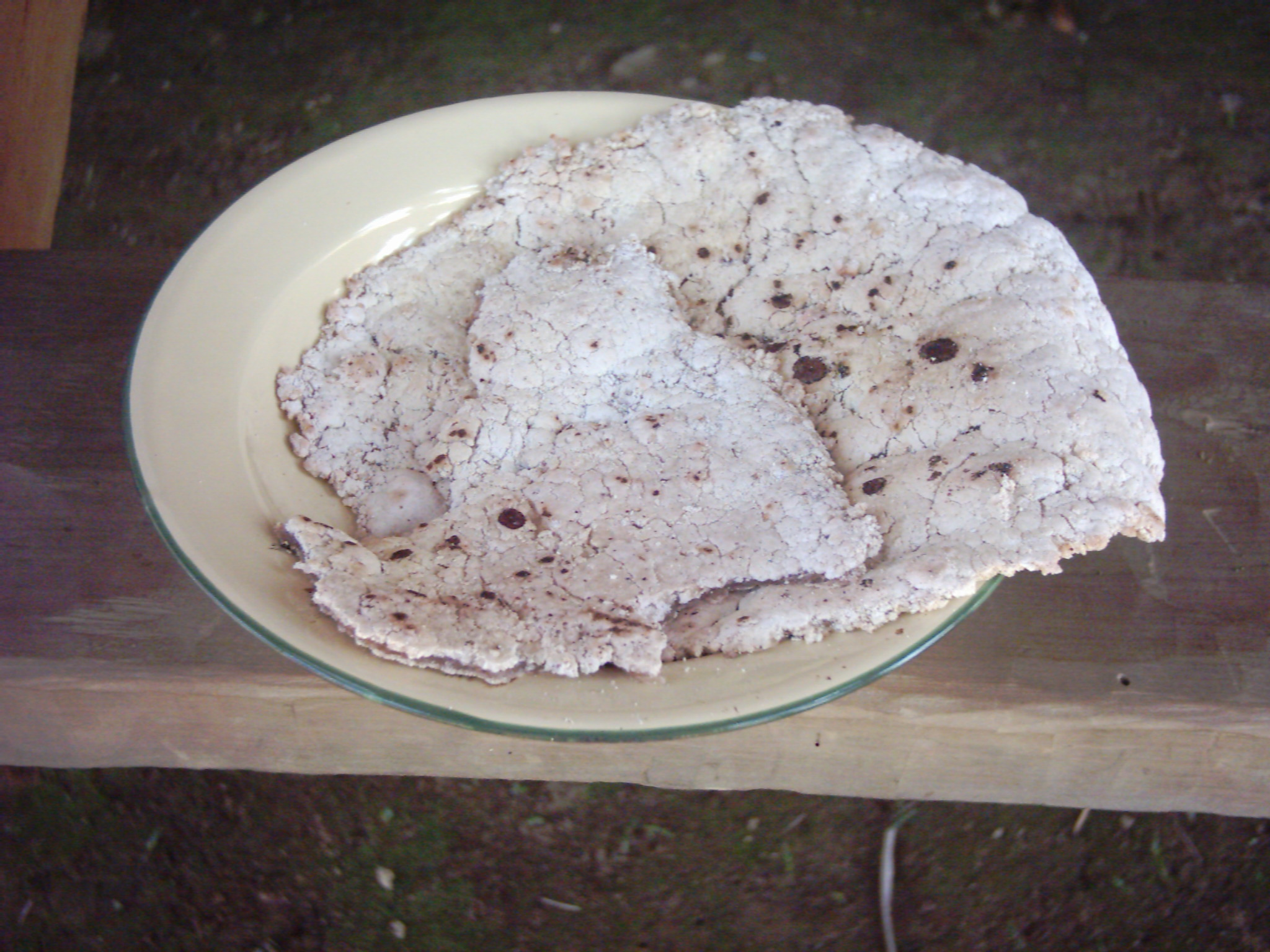
Sagopfannkuchen (nur aus Sagomark und Wasser gemacht), Grundnahrungsmittel u. a. in großen Teilen Neuguineas

Die Ernte von Palmsago beginnt kurz bevor die Bäume blühen. Dabei werden die Palmen gefällt, anschließend entblättert und in Stücke von 1 bis 2 m Länge zerlegt. Spitze und Basis werden verworfen.
Danach spaltet man die Rinde längs auf und hebt sie vom weißen Zentralmark ab. Die Rinde dient anschließend als Unterlage für die Gewinnung des Markes.
In tagelanger Arbeit zerkleinern die Einheimischen das Mark mit Meißelhämmern zu einem Pulver. Dieses wird dann mit Wasser ausgeknetet. Die Stärke, die in milchiger Flüssigkeit suspendiert, fließt in den kahnartigen Rindenwannen ab und setzt sich als Rohsago ab, der anschließend in Palmenblättern zu Bündeln verpackt und über Feuer getrocknet wird. Das auf diese Art gelagerte Rohsago kann über viele Wochen aufbewahrt werden.
In dieser Form decken die Einheimischen ihren Eigenbedarf an Stärke, auch wenn deren Anteil am Rohsago nur 50 % beträgt. Der Rest besteht aus Zellwandbestandteilen und wirkt als Ballaststoff bei der Ernährung. Rohsago wird von den Einheimischen auch als Ware getauscht. Aus einem Palmenstamm können ca. 200 kg Rohsago gewonnen werden.
Für den Export wird der Rohsago mehrfach gewaschen, an der Sonne getrocknet, zerkleinert und zu runden Sagokörnern verarbeitet. In manchen Betrieben streicht man dazu den feuchten Stärketeig durch Siebe bestimmter Porenweite. Die durchtretenden Partikel fallen auf heiße Platten, die sich ständig schaukelnd bewegen und so die Partikel zu rundlichen Körnern rollen und gleichzeitig trocknen.
Im Handel wird zwischen mehreren Sagosorten unterschieden:
- Palmsago aus Sagopalmen
- Portlandsago aus Tarostärke
- Tapioka- oder Perlsago aus Stärke von Maniok oder Batate
- Deutscher Sago oder Kartoffelsago aus Kartoffelstärke

Sagopalmen dienen auch als Baumaterial. Aus den Blattstielen werden auf manchen Inseln Wände gebaut, mit den Blattwedeln werden Dächer gedeckt, die bis zu 5 Jahre dicht bleiben sollen. Die Samen werden als Knöpfe verwendet. Sagopalmen eignen sich hervorragend für den Etagenanbau. Aus der Sagopalme lässt sich auch eine Faser gewinnen. 

## Volkskunde und Namensherkunft

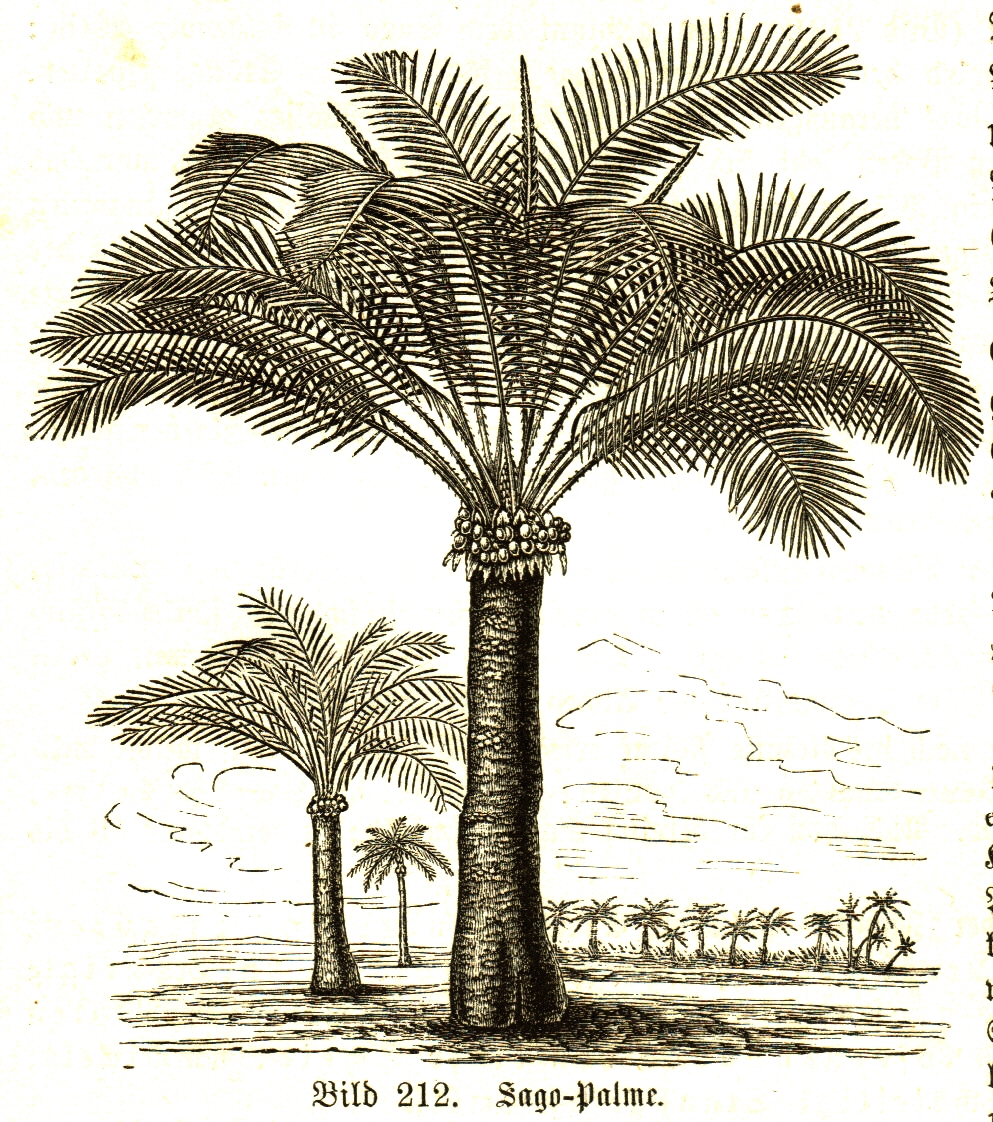
Botanische Illustration der Sagopalme

Der papuanische Name sago bedeutet so viel wie „Brot“, denn die Stärke dieser Palmen liefert auf vielen Inseln das Mehl für Brot und Fladen. Marco Polo brachte den ersten Sago im Jahre 1280 nach Europa. Er berichtete von diesen Palmen und ihrer Bedeutung als wichtiger Volksnahrung. Im 16. Jahrhundert brachten die Portugiesen Sago in den Handel. Heute ist Sago vor allem für Singapur ein wichtiger Exportartikel. Der Name Metroxylon rumphii leitet sich her von Georg Eberhard Rumpf genannt Rumphius (1628–1702), der in Hanau geboren in niederländischen Diensten unter anderem als Statthalter und Naturforscher wirkte und Metroxylon erstmals botanisch beschrieb. Eine ausführliche Beschreibung der Herstellung von Rohsago bietet Alfred Russel Wallace in seinem Werk The Malay Archipelago (1869).